# Ата-халкі
Ата-халкі (XIV ст. до н. е.) — цар Суз (Еламу).

## Життєпис
Згідно знайдених глиняних табличок відомо, що був правителем міста Ізе, що було столицею васальної держави Аяпір. Після поразок еламського сункіра (царя) Темпті-Ахар виступив проти нього, захопивши Сузи, що були на той час сплюндровані сутіями. Зумів здолати Темпі-Ахара, але боротьбу за владу над усім Еламом продовжив його син Аттар-Кіттах I.